# Amfreville-les-Champs (Eure)
Amfreville-les-Champs – miejscowość i gmina we Francji, w regionie Normandia, w departamencie Eure.
Według danych na rok 1990 gminę zamieszkiwało 286 osób, a gęstość zaludnienia wynosiła 44 osoby/km² (wśród 1421 gmin Górnej Normandii Amfreville-les-Champs plasuje się na 625. miejscu pod względem liczby ludności, natomiast pod względem powierzchni na miejscu 570.).